# Subsumtionsirrtum
Der Subsumtionsirrtum ist ein Begriff aus dem deutschen Strafrecht und bezeichnet einen Irrtum bei der Auslegung von Tatbestandsmerkmalen. Der Täter legt das zugrunde liegende Tatbestandsmerkmal unzutreffend aus.
Häufig beruht die fehlerhafte Subsumtion auf einem Verbotsirrtum, kann aber nach einer Auffassung auch auf einem Tatbestandsirrtum beziehungsweise einen unbeachtlichen Strafbarkeitsirrtum gründen. Nach der wohl herrschenden Meinung ist der Subsumtionsirrtum allerdings zu verstehen „im Sinne der bloßen Annahme, das Handeln unterfalle keinem Strafgesetz“. 
Subsumiert der Täter sein Verhalten fälschlicherweise nicht unter ein normatives Tatbestandsmerkmal und hält es damit für nicht verboten, liegt ein Verbotsirrtum vor, wenn er die Bedeutung des Merkmals über die „Parallelwertung in der Laiensphäre“ erfasst. Es liegt allerdings dann kein relevanter Verbotsirrtum vor, wenn auch nach der Wertung des Täters eine Strafbarkeit gegeben wäre, nur nach einer anderen Strafnorm.
Fehlte dem Täter bei der Subsumtion das geistige Verständnis für das normative Tatbestandsmerkmal, liegt ein vorsatzausschließender Tatbestandsirrtum vor. Auch nach der wohl herrschenden Meinung entfällt in diesen Fällen der Vorsatz, sie ordnet diese Fälle allerdings schon nicht als Subsumtionsirrtum ein.

## Rechtsfolgen
Hält der Täter sein Verhalten für zwar verboten, nicht aber strafbar, unterliegt er einem unbeachtlichen Strafbarkeitsirrtum. Im Falle der Unkenntnis der rechtlichen Tatbestandsmäßigkeit der Handlung bei Kenntnis der Tatsachen und des sozialen Bedeutungsgehalts, ist der Täter strafrechtlich damit ungeschützt.
Anders beim sogenannten umgekehrten Subsumtionsirrtum. Nimmt nämlich der Täter irrig an, sein Handeln sei verboten und erfülle einen Straftatbestand, wobei dies tatsächlich nicht der Fall ist, liegt ein strafloses Wahndelikt vor.